# Racemická směs
Jako racemická směs neboli racemát se označuje chemická látka, která obsahuje jak levotočivý, tak pravotočivý enantiomer chirální sloučeniny. Změna opticky aktivní látky v racemát se označuje jako racemizace, přičemž při stejném zastoupení obou enantiomerů se jejich vliv na stáčení roviny polarizace světla vyruší a výsledkem je směs, která rovinu polarizace procházejícího světla nestáčí. První známou racemickou směsí byla „racemická kyselina“, kterou objevil Louis Pasteur jako směs dvou enantiomerních izomerů kyseliny vinné.

## Názvosloví
Racemická směs se označuje předponou (±)- nebo dl- (u sacharidů lze použít také prefix DL-), který indikuje směs levotočivého a pravotočivého izomeru v poměru 1:1. Používá se také prefix rac- (nebo racem-[zdroj⁠?!]) nebo symboly RS a SR (uvádějí se kurzívou).
Pokud poměr není 1:1 (nebo pokud není znám), používá se prefix (+)/(−), d/l- (s lomítkem).[zdroj?]